# نیهونباشی

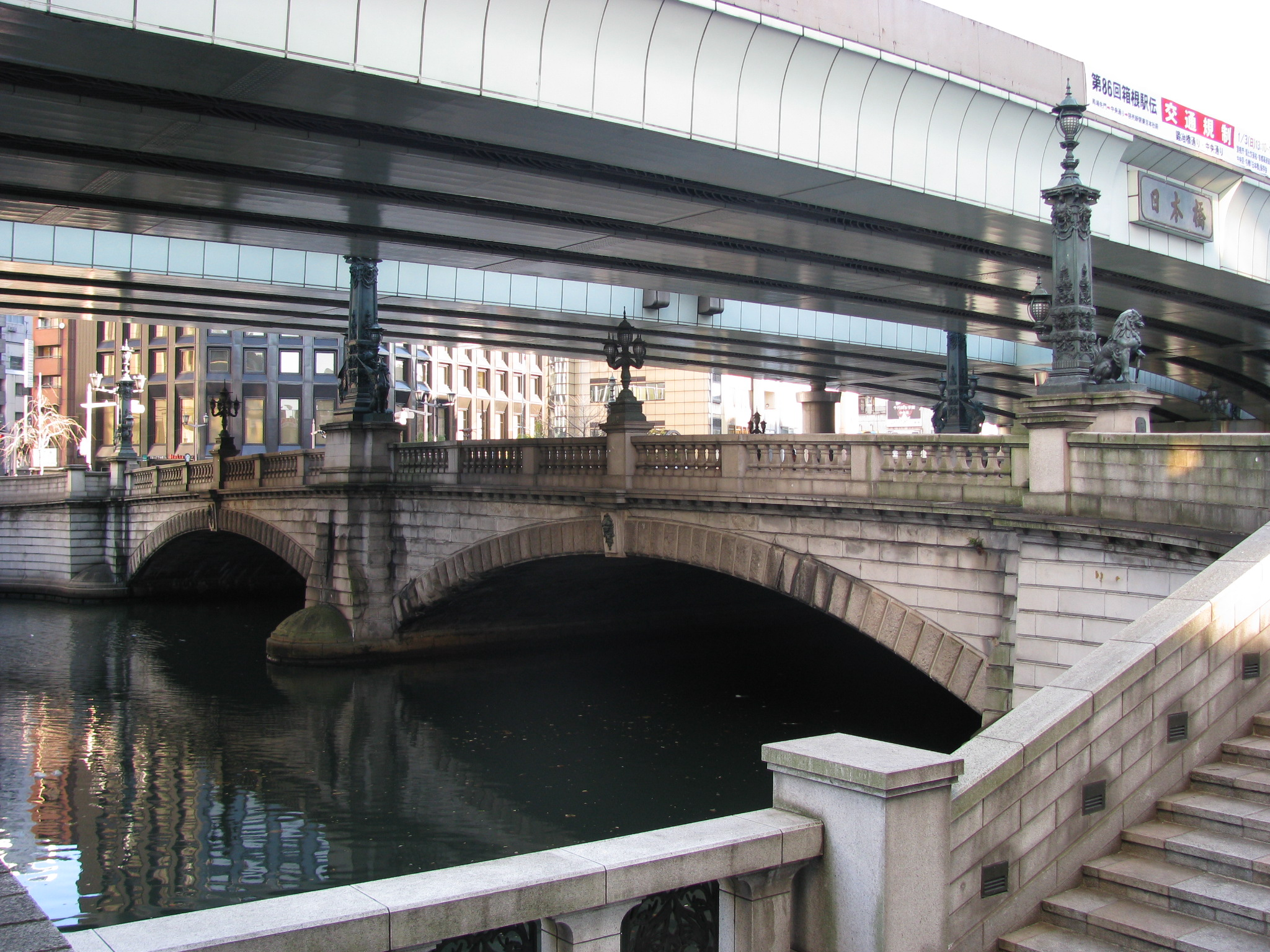
پل نیهونباشی واقع در محله نیهونباشی

نیهونباشی (به ژاپنی: 日本橋 Nihonbashi) (به انگلیسی: Nihonbashi / Nihombashi) یکی از محله‌های تجاری توکیو پایتخت ژاپن است که در منطقهٔ چوئو واقع شده‌است. نیهونباشی همچنین نام پلی است که بر روی رودخانهٔ نیهونباشی گاوا ساخته شده و قسمتی از خیابان چوئو دوری محسوب می‌شود.

## دسترسی به ایستگاه نیهونباشی
- خطوط متروی توکیو
  - ، خط گینزا
  - ، خط توزایی
  - متروی توئی، خط آساکوسا

## نگارخانه

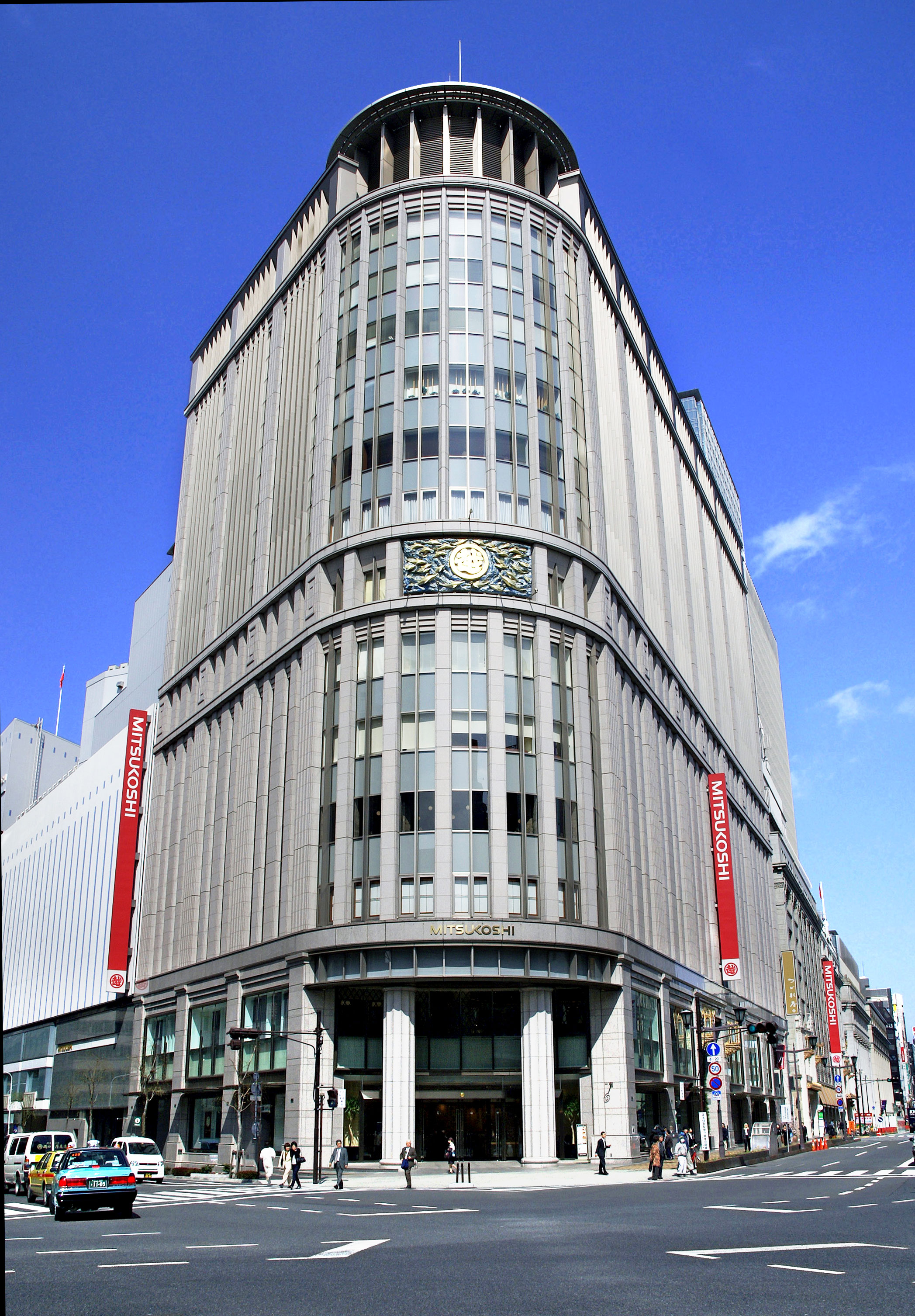
فروشگاه میتسوکوشی در نیهونباشی
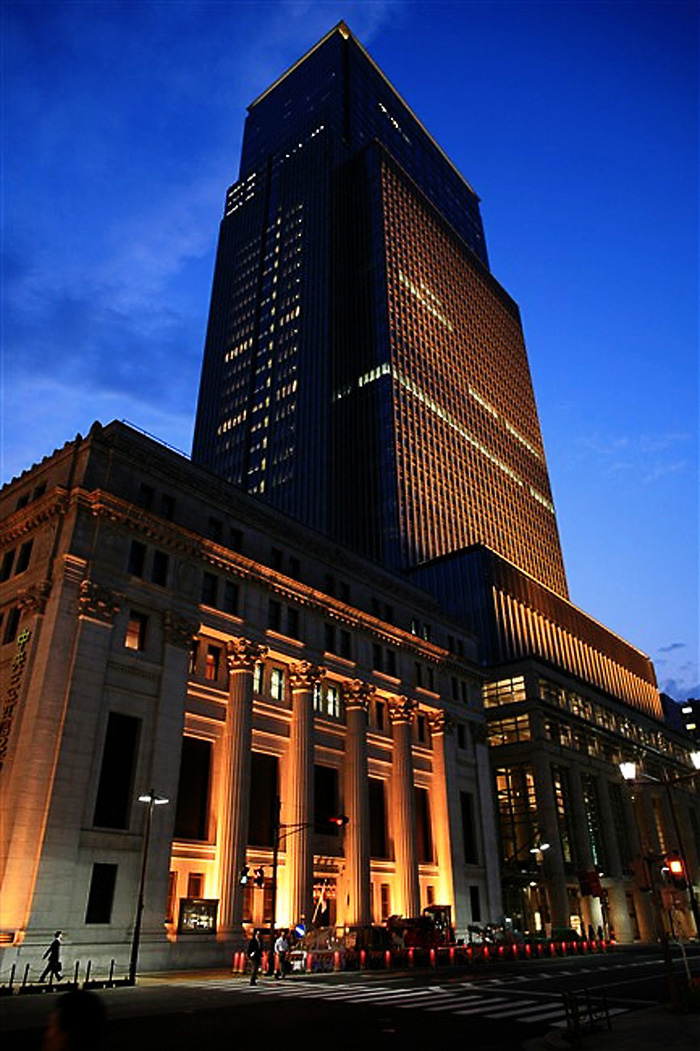
برج و آسمانخراش نیهونباشی میتسوئی